# Albert Girard
Albert Girard, född den 11 oktober 1595 i Saint-Mihiel, Frankrike, död den 8 december 1632 i Leiden, Nederländerna, var en fransk matematiker. Han var protestant och på grund av religionsförföljelser i Frankrike utvandrade han till Nederländerna, där han sedan bodde till sin död. Girard har gett ut egna arbeten i trigonometri och algebra samt även verk av äldre matematiker som Diofantos och Simon Stevin.

## Biografi
Girard studerade vid universitetet i Leiden. Han "hade tidigt tankar på algebrans fundamentala teorem" och gav den induktiva definitionen för Fibonaccitalen. Han var den förste att använda förkortningarna "sin", "cos" och "tan" för trigonometriska funktioner i en avhandling. Girard var också den första att 1625 säga att varje primtal av formen 1 mod 4 är summan av två kvadrater. (Se Fermats sats om summor av två kvadrater.) Det sades att han var tystlåten och, till skillnad från de flesta matematiker, inte förde dagbok över sitt personliga liv.
Enligt Charles Hutton var Girard 
”... den första personen som förstod den allmänna doktrinen om bildandet av koefficienterna för dignitet från summan av rötterna och deras produkter. Han var den förste som upptäckte reglerna för att summera rötternas dignitet i en ekvation.”
Detta hade tidigare getts av François Viète för positiva rötter, och kallas idag Viètes formler, men Viète gav inte dessa för allmänna rötter. 
Funkhouser placerar i sin uppsats Girards arbete i historien om studier av ekvationer med hjälp av symmetriska funktioner. I sitt arbete med ekvationsteorin citerade Joseph-Louis Lagrange Girard. Ännu senare, på 1800-talet, blev detta verk till ett underlag i skapandet av gruppteori av Cauchy, Évariste Galois och andra.
Girard visade också hur området för en sfärisk triangel beror på dess inre vinklar. Resultatet kallas Girards sats. Han var också lutenist och nämnde att han hade skrivit en avhandling om musik, även om denna aldrig publicerades.